# Abrothrix xanthorhina
Abrothrix xanthorhina és una espècie de mamífer rosegador de la família dels cricètids. Viu a l'Argentina i Xile. Els seus hàbitats naturals són els boscos i l'estepa patagona. Es tracta d'un ratolí de mida petita, amb un pes adult de 15-20 g. Té la cua força curta en relació amb la llargada del cap i el cos. Se n'han descrit dues subespècies: A. x. xanthorhina i A. x. canescens.